# Ephedra aurantiaca
Ephedra aurantiaca là một loài thực vật hạt trần trong họ Ephedraceae. Loài này được Takht. & Pachom. mô tả khoa học đầu tiên năm 1967.